# París-Roubaix 2019
La París-Roubaix 2019 va ser la 117a edició de la clàssica ciclista París-Roubaix. La cursa es disputà el 14 d'abril de 2019 entre la vila de Compiègne i el velòdrom André Pétrieux de Roubaix, amb un recorregut final de 257 km. La cursa formava part de l'UCI World Tour 2019.
El vencedor final fou el belga Philippe Gilbert (Deceuninck-Quick Step), que s'imposà a l'esprint al seu company d'escapada, l'alemany Nils Politt (Katusha-Alpecin). Completà el podi el belga Yves Lampaert (Deceuninck-Quick Step).

## Recorregut

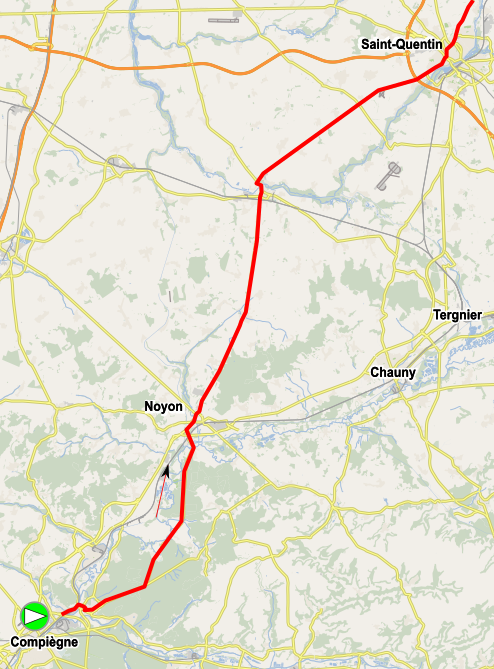
Primera part del recorregut, sectors de llambordes en verd.
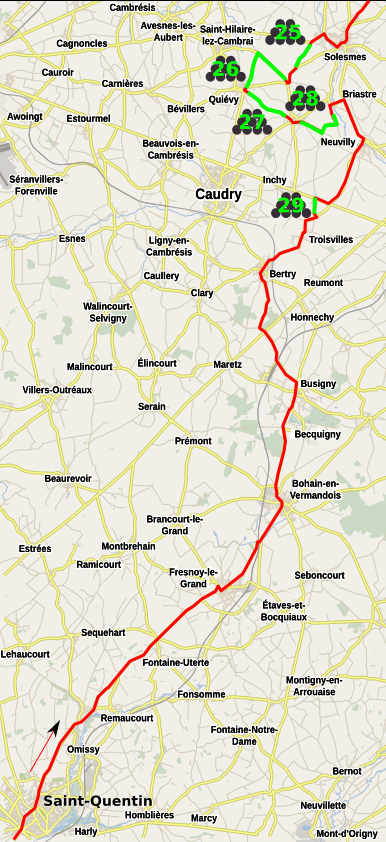
Recorregut entre Saint-Quentin i Solesmes.
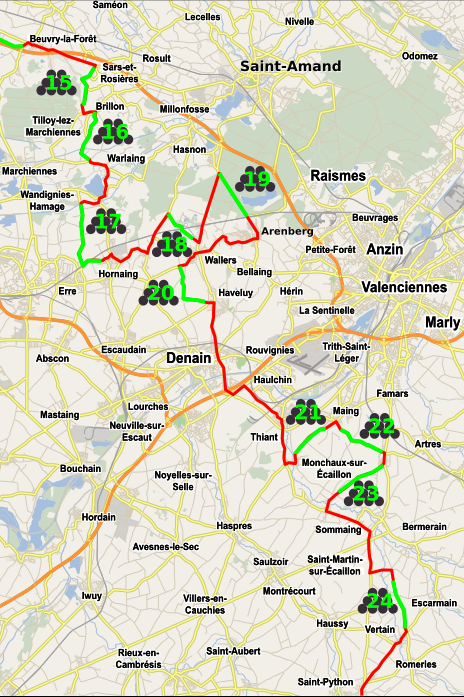
Recorregut entre Solesmes i Orchies.
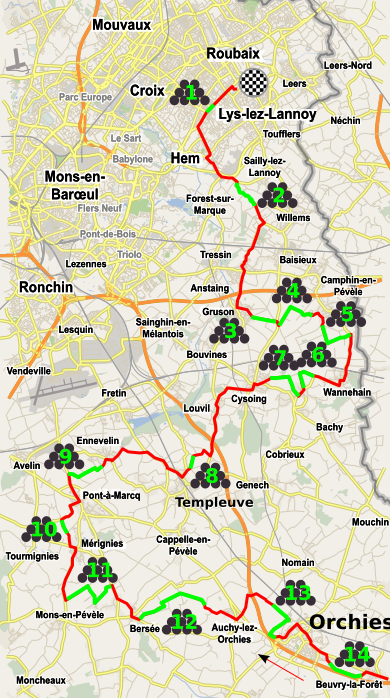
Recorregut entre Orchies i Roubaix.

| Sector | Quilòmetres | Localització                              | Llargada (m) | Dificultat |
| ------ | ----------- | ----------------------------------------- | ------------ | ---------- |
| 29     | 97,5        | Troisvilles > Inchy                       | 900          | 02         |
| 28     | 108,5       | Briastre > Viesly                         | 3.000        | 04         |
| 27     | 110,5       | Viesly > Quiévy                           | 1.800        | 03         |
| 26     | 116         | Quiévy > Saint-Python                     | 3.700        | 04         |
| 25     | 118,5       | Saint-Python                              | 1.500        | 02         |
| 24     | 127,5       | Vertain > Saint-Martin-sur-Écaillon       | 2.300        | 03         |
| 23     | 136,5       | Verchain-Maugré > Quérénaing              | 1.600        | 03         |
| 22     | 140,5       | Quérénaing > Maing                        | 2.500        | 03         |
| 21     | 142,5       | Maing > Monchaux-sur-Écaillon             | 1.600        | 03         |
| 20     | 156,5       | Haveluy > Wallers                         | 2.500        | 04         |
| 19     | 164,5       | Trouée d'Arenberg                         | 2.300        | 05         |
| 18     | 170         | Wallers > Hélesmes                        | 1.600        | 03         |
| 17     | 179         | Hornaing > Wandignies-Hamage              | 3.700        | 04         |
| 16     | 185         | Warlaing > Brillon                        | 2.400        | 03         |
| 15     | 188,5       | Tilloy-lez-Marchiennes > Sars-et-Rosières | 2.400        | 04         |
| 14     | 194         | Beuvry-la-Forêt > Orchies                 | 1.400        | 03         |
| 13     | 199         | Orchies                                   | 1.700        | 03         |
| 12     | 206,5       | Auchy-lez-Orchies > Bersée                | 2.700        | 04         |
| 11     | 212         | Mons-en-Pévèle                            | 3.000        | 05         |
| 10     | 215,5       | Mérignies > Avelin                        | 700          | 02         |
| 9      | 220         | Pont-Thibaut > Ennevelin                  | 1.400        | 03         |
| 8      | 224         | Templeuve - l'Épinette                    | 200          | 01         |
| 8      | 225         | Templeuve - le Moulin-de-Vertain          | 500          | 02         |
| 7      | 231         | Cysoing > Bourghelles                     | 1.300        | 03         |
| 6      | 233,5       | Bourghelles > Wannehain                   | 1.100        | 03         |
| 5      | 238         | Camphin-en-Pévèle                         | 1.800        | 04         |
| 4      | 240,5       | Carrefour de l'Arbre                      | 2.100        | 05         |
| 3      | 243         | Gruson                                    | 1.100        | 02         |
| 2      | 249,5       | Willems > Hem                             | 1.400        | 03         |
| 1      | 255,5       | Roubaix                                   | 300          | 01         |

## Equips participants
A la cursa hi prengueren part vint-i-cinc equips, els divuit World Tour i set equips continentals professionals que foren convidats per l'organització.
| WorldTeams (18)- AG2R La Mondiale - Astana - Bahrain-Merida - Bora-hansgrohe - CCC Team - Deceuninck-Quick Step - Dimension Data - EF Education First - Groupama-FDJ - Team Jumbo-Visma - Katusha-Alpecin - Lotto Soudal - Mitchelton-Scott - Movistar Team - Sky - Team Sunweb - Trek-Segafredo - UAE Team Emirates Equips continentals professionals (7)- Arkéa-Samsic - Cofidis, Solutions Crédits - Delko-Marseille Provence - Total Direct Énergie - Roompot-Charles - Wanty-Groupe Gobert - Vital Concept-B&B Hotels |
| |

## Classificació final
| \| Classificació general \| Classificació general \| Classificació general \| Classificació general \| Classificació general \| \| Corredor \| Corredor \| Equip \| Temps \| \| \| --------------------- \| --------------------- \| -------------------------- \| --------------------- \| --------------------- \| \| 1r \| Philippe Gilbert \| Deceuninck-Quick Step \| 5h 58' 02" \| \| \| 2n \| Nils Politt \| Katusha-Alpecin \| + 0" \| \| \| 3r \| Yves Lampaert \| Deceuninck-Quick Step \| + 13" \| \| \| 4t \| Sep Vanmarcke \| EF Education First \| + 40" \| \| \| 5è \| Peter Sagan \| Bora-Hansgrohe \| + 42" \| \| \| 6è \| Florian Sénéchal \| Deceuninck-Quick Step \| + 47" \| \| \| 7è \| Mike Teunissen \| Team Jumbo-Visma \| + 47" \| \| \| 8è \| Zdeněk Štybar \| Deceuninck-Quick Step \| + 47" \| \| \| 9è \| Evaldas Šiškevičius \| Delko Marseille Provence \| + 47" \| \| \| 10è \| Sebastian Langeveld \| EF Education First \| + 47" \| \| \| 11è \| Stefan Küng \| Groupama-FDJ \| + 47" \| \| \| 12è \| Greg Van Avermaet \| CCC Team \| + 47" \| \| \| 13è \| Oliver Naesen \| AG2R La Mondiale \| + 47" \| \| \| 14è \| Heinrich Haussler \| Bahrain-Merida \| + 1' 24" \| \| \| 15è \| Adrien Petit \| Total Direct Énergie \| + 1' 25" \| \| \| 16è \| Marco Haller \| Katusha-Alpecin \| + 1' 36" \| \| \| 17è \| Arnaud Démare \| Groupama-FDJ \| + 1' 36" \| \| \| 18è \| Anthony Turgis \| Total Direct Énergie \| + 1' 36" \| \| \| 19è \| Hugo Hofstetter \| Cofidis, Solutions Crédits \| + 1' 36" \| \| \| 20è \| Bert De Backer \| Vital Concept-B&B Hotels \| + 1' 36" \| \| |                     |                            |            |
| |                     |                            |            |
| Font: ProCyclingStats |                     |                            |            |
| Classificació general |                     |                            |            |
| Corredor | Corredor            | Equip                      | Temps      |
| 1r | Philippe Gilbert    | Deceuninck-Quick Step      | 5h 58' 02" |
| 2n | Nils Politt         | Katusha-Alpecin            | + 0"       |
| 3r | Yves Lampaert       | Deceuninck-Quick Step      | + 13"      |
| 4t | Sep Vanmarcke       | EF Education First         | + 40"      |
| 5è | Peter Sagan         | Bora-Hansgrohe             | + 42"      |
| 6è | Florian Sénéchal    | Deceuninck-Quick Step      | + 47"      |
| 7è | Mike Teunissen      | Team Jumbo-Visma           | + 47"      |
| 8è | Zdeněk Štybar       | Deceuninck-Quick Step      | + 47"      |
| 9è | Evaldas Šiškevičius | Delko Marseille Provence   | + 47"      |
| 10è | Sebastian Langeveld | EF Education First         | + 47"      |
| 11è | Stefan Küng         | Groupama-FDJ               | + 47"      |
| 12è | Greg Van Avermaet   | CCC Team                   | + 47"      |
| 13è | Oliver Naesen       | AG2R La Mondiale           | + 47"      |
| 14è | Heinrich Haussler   | Bahrain-Merida             | + 1' 24"   |
| 15è | Adrien Petit        | Total Direct Énergie       | + 1' 25"   |
| 16è | Marco Haller        | Katusha-Alpecin            | + 1' 36"   |
| 17è | Arnaud Démare       | Groupama-FDJ               | + 1' 36"   |
| 18è | Anthony Turgis      | Total Direct Énergie       | + 1' 36"   |
| 19è | Hugo Hofstetter     | Cofidis, Solutions Crédits | + 1' 36"   |
| 20è | Bert De Backer      | Vital Concept-B&B Hotels   | + 1' 36"   |

## Llista de participants
| Bora-Hansgrohe BOH | Bora-Hansgrohe BOH        | Bora-Hansgrohe BOH |
| ------------------ | ------------------------- | ------------------ |
| Núm                | Ciclista                  | Pos                |
| 1                  | Peter Sagan (SVK) (ruta)  | 5è                 |
| 2                  | Maciej Bodnar (POL)       | DNF                |
| 3                  | Marcus Burghardt (GER)    | 24è                |
| 4                  | Daniel Oss (ITA)          | DNF                |
| 5                  | Juraj Sagan (SVK)         | DNF                |
| 6                  | Andreas Schillinger (GER) | 53è                |
| 7                  | Rüdiger Selig (GER)       | 39è                |

| AG2R La Mondiale ALM | AG2R La Mondiale ALM    | AG2R La Mondiale ALM |
| -------------------- | ----------------------- | -------------------- |
| Núm                  | Ciclista                | Pos                  |
| 11                   | Silvan Dillier (SUI)    | 57è                  |
| 12                   | Nico Denz (GER)         | 36è                  |
| 13                   | Julien Duval (FRA)      | 64è                  |
| 14                   | Dorian Godon (FRA)      | 68è                  |
| 15                   | Alexis Gougeard (FRA)   | DNF                  |
| 16                   | Oliver Naesen (BEL)     | 13è                  |
| 17                   | Stijn Vandenbergh (BEL) | 23è                  |

| CCC Team CPT | CCC Team CPT                   | CCC Team CPT |
| ------------ | ------------------------------ | ------------ |
| Núm          | Ciclista                       | Pos          |
| 21           | Greg Van Avermaet (BEL)        | 12è          |
| 22           | Kamil Gradek (POL)             | DNF          |
| 23           | Michael Schär (SUI)            | 80è          |
| 24           | Gijs Van Hoecke (BEL)          | DNF          |
| 25           | Nathan Van Hooydonck (BEL)     | 47è          |
| 26           | Guillaume Van Keirsbulck (BEL) | 42è          |
| 27           | Łukasz Wiśniowski (POL)        | 77è          |

| Trek-Segafredo TFS | Trek-Segafredo TFS   | Trek-Segafredo TFS |
| ------------------ | -------------------- | ------------------ |
| Núm                | Ciclista             | Pos                |
| 31                 | John Degenkolb (GER) | 28è                |
| 32                 | Koen de Kort (NED)   | 49è                |
| 33                 | Alex Kirsch (LUX)    | FC                 |
| 34                 | Ryan Mullen (IRL)    | 96è                |
| 35                 | Mads Pedersen (DEN)  | 51è                |
| 36                 | Jasper Stuyven (BEL) | 27è                |
| 37                 | Edward Theuns (BEL)  | 55è                |

| EF Education First EF1 | EF Education First EF1    | EF Education First EF1 |
| ---------------------- | ------------------------- | ---------------------- |
| Núm                    | Ciclista                  | Pos                    |
| 41                     | Sep Vanmarcke (BEL)       | 4t                     |
| 42                     | Matti Breschel (DEN)      | 60è                    |
| 43                     | Mitchell Docker (AUS)     | 76è                    |
| 44                     | Julius van den Berg (NED) | DNF                    |
| 45                     | Sebastian Langeveld (NED) | 10è                    |
| 46                     | Taylor Phinney (USA)      | DNF                    |
| 47                     | Thomas Scully (NZL)       | 94è                    |

| Katusha-Alpecin TKA | Katusha-Alpecin TKA      | Katusha-Alpecin TKA |
| ------------------- | ------------------------ | ------------------- |
| Núm                 | Ciclista                 | Pos                 |
| 51                  | Nils Politt (GER)        | 2n                  |
| 52                  | Jenthe Biermans (BEL)    | DNF                 |
| 53                  | Jens Debusschere (BEL)   | DNF                 |
| 54                  | Marco Haller (AUT)       | 16è                 |
| 55                  | Reto Hollenstein (SUI)   | 58è                 |
| 56                  | Mads Würtz Schmidt (DEN) | 34è                 |
| 57                  | Rick Zabel (GER)         | 85è                 |

| Deceuninck-Quick Step DQT | Deceuninck-Quick Step DQT  | Deceuninck-Quick Step DQT |
| ------------------------- | -------------------------- | ------------------------- |
| Núm                       | Ciclista                   | Pos                       |
| 61                        | Zdeněk Štybar (CZE)        | 8è                        |
| 62                        | Kasper Asgreen (DEN)       | 50è                       |
| 63                        | Tim Declercq (BEL)         | DNF                       |
| 64                        | Philippe Gilbert (BEL)     | 1r                        |
| 65                        | Iljo Keisse (BEL)          | DNF                       |
| 66                        | Yves Lampaert (BEL) (ruta) | 3r                        |
| 67                        | Florian Sénéchal (FRA)     | 6è                        |

| Total Direct Énergie TDE | Total Direct Énergie TDE | Total Direct Énergie TDE |
| ------------------------ | ------------------------ | ------------------------ |
| Núm                      | Ciclista                 | Pos                      |
| 71                       | Adrien Petit (FRA)       | 15è                      |
| 72                       | Romain Cardis (FRA)      | DNF                      |
| 73                       | Damien Gaudin (FRA)      | DNF                      |
| 74                       | Yohann Gène (FRA)        | DNF                      |
| 75                       | Pim Ligthart (NED)       | DNF                      |
| 76                       | Alexandre Pichot (FRA)   | 92è                      |
| 77                       | Anthony Turgis (FRA)     | 18è                      |

| Mitchelton-Scott MTS | Mitchelton-Scott MTS        | Mitchelton-Scott MTS |
| -------------------- | --------------------------- | -------------------- |
| Núm                  | Ciclista                    | Pos                  |
| 81                   | Matteo Trentin (ITA) (ruta) | 43è                  |
| 82                   | Edoardo Affini (ITA)        | 99è                  |
| 83                   | Jack Bauer (NZL)            | DNF                  |
| 85                   | Michael Hepburn (AUS)       | 98è                  |
| 86                   | Luka Mezgec (SLO)           | DNF                  |
| 87                   | Callum Scotson (AUS)        | FC                   |
| 88                   | Robert Stannard (AUS)       | 69è                  |

| Groupama-FDJ GFC | Groupama-FDJ GFC          | Groupama-FDJ GFC |
| ---------------- | ------------------------- | ---------------- |
| Núm              | Ciclista                  | Pos              |
| 91               | Arnaud Démare (FRA)       | 17è              |
| 92               | Jacopo Guarnieri (ITA)    | DNF              |
| 93               | Ignatas Konovalovas (LTU) | 81è              |
| 94               | Stefan Küng (SUI)         | 11è              |
| 95               | Olivier Le Gac (FRA)      | 65è              |
| 96               | Marc Sarreau (FRA)        | 35è              |
| 97               | Ramon Sinkeldam (NED)     | DNF              |

| Lotto-Soudal LTS | Lotto-Soudal LTS        | Lotto-Soudal LTS |
| ---------------- | ----------------------- | ---------------- |
| Núm              | Ciclista                | Pos              |
| 101              | Jens Keukeleire (BEL)   | 29è              |
| 102              | Tiesj Benoot (BEL)      | DNF              |
| 103              | Stan Dewulf (BEL)       | 79è              |
| 104              | Frederik Frison (BEL)   | DNF              |
| 105              | Nikolas Maes (BEL)      | DNF              |
| 106              | Lawrence Naesen (BEL)   | DNF              |
| 107              | Brian van Goethem (NED) | DNF              |

| Team Jumbo-Visma TJV | Team Jumbo-Visma TJV     | Team Jumbo-Visma TJV |
| -------------------- | ------------------------ | -------------------- |
| Núm                  | Ciclista                 | Pos                  |
| 111                  | Wout van Aert (BEL)      | 22è                  |
| 112                  | Pascal Eenkhoorn (NED)   | 63è                  |
| 114                  | Mike Teunissen (NED)     | 7è                   |
| 115                  | Taco van der Hoorn (NED) | DNF                  |
| 116                  | Danny van Poppel (NED)   | DNF                  |
| 117                  | Maarten Wynants (BEL)    | 40è                  |
| 118                  | Timo Roosen (NED)        | 89è                  |

| Team Sky SKY | Team Sky SKY           | Team Sky SKY |
| ------------ | ---------------------- | ------------ |
| Núm          | Ciclista               | Pos          |
| 121          | Luke Rowe (GBR)        | 32è          |
| 122          | Owain Doull (GBR)      | 95è          |
| 123          | Filippo Ganna (ITA)    | DNF          |
| 124          | Christian Knees (GER)  | DNF          |
| 125          | Gianni Moscon (ITA)    | 84è          |
| 126          | Ian Stannard (GBR)     | 82è          |
| 127          | Dylan van Baarle (NED) | 21è          |

| UAE Team Emirates UAD | UAE Team Emirates UAD             | UAE Team Emirates UAD |
| --------------------- | --------------------------------- | --------------------- |
| Núm                   | Ciclista                          | Pos                   |
| 131                   | Alexander Kristoff (NOR)          | 56è                   |
| 132                   | Tom Bohli (SUI)                   | DNF                   |
| 133                   | Sven Erik Bystrøm (NOR)           | DNF                   |
| 134                   | Fernando Gaviria Rendón (COL)     | NP                    |
| 135                   | Vegard Stake Laengen (NOR) (ruta) | DNF                   |
| 136                   | Marco Marcato (ITA)               | DNF                   |
| 137                   | Jasper Philipsen (BEL)            | DNF                   |

| Cofidis, Solutions Crédits COF | Cofidis, Solutions Crédits COF | Cofidis, Solutions Crédits COF |
| ------------------------------ | ------------------------------ | ------------------------------ |
| Núm                            | Ciclista                       | Pos                            |
| 141                            | Christophe Laporte (FRA)       | 33è                            |
| 142                            | Filippo Fortin (ITA)           | 100è                           |
| 143                            | Hugo Hofstetter (FRA)          | 19è                            |
| 144                            | Cyril Lemoine (FRA)            | 54è                            |
| 145                            | Damien Touzé (FRA)             | 48è                            |
| 146                            | Bert Van Lerberghe (BEL)       | DNF                            |
| 147                            | Kenneth Vanbilsen (BEL)        | DNF                            |

| Astana AST | Astana AST                | Astana AST |
| ---------- | ------------------------- | ---------- |
| Núm        | Ciclista                  | Pos        |
| 151        | Magnus Cort Nielsen (DEN) | DNF        |
| 152        | Davide Ballerini (ITA)    | 31è        |
| 153        | Jandos Bijiguitov (KAZ)   | DNF        |
| 154        | Laurens De Vreese (BEL)   | 25è        |
| 155        | Danil Fominikh (KAZ)      | DNF        |
| 156        | Dmitri Grúzdev (KAZ)      | DNF        |
| 157        | Hugo Houle (CAN)          | 78è        |

| Bahrain-Merida TBM | Bahrain-Merida TBM         | Bahrain-Merida TBM |
| ------------------ | -------------------------- | ------------------ |
| Núm                | Ciclista                   | Pos                |
| 161                | Matej Mohorič (SLO) (ruta) | 70è                |
| 162                | Phil Bauhaus (GER)         | DNF                |
| 163                | Iván García Cortina (ESP)  | 41è                |
| 164                | Heinrich Haussler (AUS)    | 14è                |
| 165                | Kristjan Koren (SLO)       | 30è                |
| 166                | Marcel Sieberg (GER)       | DNF                |
| 167                | Jan Tratnik (SLO)          | 87è                |

| Movistar Team MOV | Movistar Team MOV        | Movistar Team MOV |
| ----------------- | ------------------------ | ----------------- |
| Núm               | Ciclista                 | Pos               |
| 171               | Jürgen Roelandts (BEL)   | DNF               |
| 172               | Jorge Arcas (ESP)        | DNF               |
| 173               | Daniele Bennati (ITA)    | DNF               |
| 174               | Jaime Castrillo (ESP)    | DNF               |
| 175               | Imanol Erviti Ollo (ESP) | 73è               |
| 176               | Eduardo Sepúlveda (ARG)  | FC                |
| 177               | Jasha Sütterlin (GER)    | DNF               |

| Wanty-Gobert WGG | Wanty-Gobert WGG           | Wanty-Gobert WGG |
| ---------------- | -------------------------- | ---------------- |
| Núm              | Ciclista                   | Pos              |
| 181              | Frederik Backaert (BEL)    | 26è              |
| 183              | Ludwig De Winter (BEL)     | DNF              |
| 184              | Tom Devriendt (BEL)        | 37è              |
| 185              | Wesley Kreder (NED)        | 38è              |
| 186              | Boris Vallée (BEL)         | 59è              |
| 187              | Pieter Vanspeybrouck (BEL) | DNF              |
| 189              | Timothy Dupont (BEL)       | 52è              |

| Dimension Data TDD | Dimension Data TDD                | Dimension Data TDD |
| ------------------ | --------------------------------- | ------------------ |
| Núm                | Ciclista                          | Pos                |
| 191                | Edvald Boasson Hagen (NOR)        | 45è                |
| 192                | Lars Ytting Bak (DEN)             | 91è                |
| 193                | Bernhard Eisel (AUT)              | 66è                |
| 194                | Reinardt Janse van Rensburg (RSA) | 61è                |
| 195                | Jay Robert Thomson (RSA)          | DNF                |
| 196                | Rasmus Tiller (NOR)               | FC                 |
| 197                | Julien Vermote (BEL)              | 86è                |

| Arkéa-Samsic PCB | Arkéa-Samsic PCB       | Arkéa-Samsic PCB |
| ---------------- | ---------------------- | ---------------- |
| Núm              | Ciclista               | Pos              |
| 201              | André Greipel (GER)    | DNF              |
| 202              | Franck Bonnamour (FRA) | 88è              |
| 203              | Brice Feillu (FRA)     | DNF              |
| 204              | Benoît Jarrier (FRA)   | 83è              |
| 205              | Clément Russo (FRA)    | 46è              |
| 206              | Alan Riou (FRA)        | FC               |
| 207              | Bram Welten (NED)      | DNF              |

| Team Sunweb SUN | Team Sunweb SUN              | Team Sunweb SUN |
| --------------- | ---------------------------- | --------------- |
| Núm             | Ciclista                     | Pos             |
| 211             | Nikias Arndt (GER)           | 44è             |
| 212             | Cees Bol (NED)               | 62è             |
| 213             | Roy Curvers (NED)            | 75è             |
| 214             | Lennard Kämna (GER)          | DNF             |
| 215             | Asbjørn Kragh Andersen (DEN) | DNF             |
| 216             | Casper Pedersen (DEN)        | DNF             |
| 217             | Max Walscheid (GER)          | FC              |

| Vital Concept-B&B Hotels VCB | Vital Concept-B&B Hotels VCB | Vital Concept-B&B Hotels VCB |
| ---------------------------- | ---------------------------- | ---------------------------- |
| Núm                          | Ciclista                     | Pos                          |
| 221                          | Bert De Backer (BEL)         | 20è                          |
| 222                          | Kris Boeckmans (BEL)         | 97è                          |
| 223                          | Corentin Ermenault (FRA)     | 90è                          |
| 224                          | Jérémy Lecroq (FRA)          | 72è                          |
| 225                          | Julien Morice (FRA)          | DNF                          |
| 226                          | Jimmy Turgis (FRA)           | 67è                          |
| 227                          | Jonas Van Genechten (BEL)    | FC                           |

| Roompot-Charles ROC | Roompot-Charles ROC       | Roompot-Charles ROC |
| ------------------- | ------------------------- | ------------------- |
| Núm                 | Ciclista                  | Pos                 |
| 231                 | Lars Boom (NED)           | 74è                 |
| 232                 | Jesper Asselman (NED)     | FC                  |
| 233                 | Senne Leysen (BEL)        | DNF                 |
| 235                 | Justin Timmermans (NED)   | DNF                 |
| 236                 | Sjoerd van Ginneken (NED) | DNF                 |
| 237                 | Boy van Poppel (NED)      | 93è                 |
| 238                 | Michael Van Staeyen (BEL) | DNF                 |

| Delko Marseille Provence DMP | Delko Marseille Provence DMP   | Delko Marseille Provence DMP |
| ---------------------------- | ------------------------------ | ---------------------------- |
| Núm                          | Ciclista                       | Pos                          |
| 241                          | Evaldas Šiškevičius (LTU)      | 9è                           |
| 242                          | Joseph Areruya (RWA)           | FC                           |
| 243                          | Iuri Filosi (ITA)              | DNF                          |
| 244                          | Brenton Jones (AUS)            | DNF                          |
| 245                          | Przemysław Kasperkiewicz (POL) | FC                           |
| 246                          | Jérémy Leveau (FRA)            | DNF                          |
| 247                          | Julien Trarieux (FRA)          | 71è                          |

| Bora-Hansgrohe BOH | Bora-Hansgrohe BOH        | Bora-Hansgrohe BOH |
| ------------------ | ------------------------- | ------------------ |
| Núm                | Ciclista                  | Pos                |
| 1                  | Peter Sagan (SVK) (ruta)  | 5è                 |
| 2                  | Maciej Bodnar (POL)       | DNF                |
| 3                  | Marcus Burghardt (GER)    | 24è                |
| 4                  | Daniel Oss (ITA)          | DNF                |
| 5                  | Juraj Sagan (SVK)         | DNF                |
| 6                  | Andreas Schillinger (GER) | 53è                |
| 7                  | Rüdiger Selig (GER)       | 39è                |

| AG2R La Mondiale ALM | AG2R La Mondiale ALM    | AG2R La Mondiale ALM |
| -------------------- | ----------------------- | -------------------- |
| Núm                  | Ciclista                | Pos                  |
| 11                   | Silvan Dillier (SUI)    | 57è                  |
| 12                   | Nico Denz (GER)         | 36è                  |
| 13                   | Julien Duval (FRA)      | 64è                  |
| 14                   | Dorian Godon (FRA)      | 68è                  |
| 15                   | Alexis Gougeard (FRA)   | DNF                  |
| 16                   | Oliver Naesen (BEL)     | 13è                  |
| 17                   | Stijn Vandenbergh (BEL) | 23è                  |

| CCC Team CPT | CCC Team CPT                   | CCC Team CPT |
| ------------ | ------------------------------ | ------------ |
| Núm          | Ciclista                       | Pos          |
| 21           | Greg Van Avermaet (BEL)        | 12è          |
| 22           | Kamil Gradek (POL)             | DNF          |
| 23           | Michael Schär (SUI)            | 80è          |
| 24           | Gijs Van Hoecke (BEL)          | DNF          |
| 25           | Nathan Van Hooydonck (BEL)     | 47è          |
| 26           | Guillaume Van Keirsbulck (BEL) | 42è          |
| 27           | Łukasz Wiśniowski (POL)        | 77è          |

| Trek-Segafredo TFS | Trek-Segafredo TFS   | Trek-Segafredo TFS |
| ------------------ | -------------------- | ------------------ |
| Núm                | Ciclista             | Pos                |
| 31                 | John Degenkolb (GER) | 28è                |
| 32                 | Koen de Kort (NED)   | 49è                |
| 33                 | Alex Kirsch (LUX)    | FC                 |
| 34                 | Ryan Mullen (IRL)    | 96è                |
| 35                 | Mads Pedersen (DEN)  | 51è                |
| 36                 | Jasper Stuyven (BEL) | 27è                |
| 37                 | Edward Theuns (BEL)  | 55è                |

| EF Education First EF1 | EF Education First EF1    | EF Education First EF1 |
| ---------------------- | ------------------------- | ---------------------- |
| Núm                    | Ciclista                  | Pos                    |
| 41                     | Sep Vanmarcke (BEL)       | 4t                     |
| 42                     | Matti Breschel (DEN)      | 60è                    |
| 43                     | Mitchell Docker (AUS)     | 76è                    |
| 44                     | Julius van den Berg (NED) | DNF                    |
| 45                     | Sebastian Langeveld (NED) | 10è                    |
| 46                     | Taylor Phinney (USA)      | DNF                    |
| 47                     | Thomas Scully (NZL)       | 94è                    |

| Katusha-Alpecin TKA | Katusha-Alpecin TKA      | Katusha-Alpecin TKA |
| ------------------- | ------------------------ | ------------------- |
| Núm                 | Ciclista                 | Pos                 |
| 51                  | Nils Politt (GER)        | 2n                  |
| 52                  | Jenthe Biermans (BEL)    | DNF                 |
| 53                  | Jens Debusschere (BEL)   | DNF                 |
| 54                  | Marco Haller (AUT)       | 16è                 |
| 55                  | Reto Hollenstein (SUI)   | 58è                 |
| 56                  | Mads Würtz Schmidt (DEN) | 34è                 |
| 57                  | Rick Zabel (GER)         | 85è                 |

| Deceuninck-Quick Step DQT | Deceuninck-Quick Step DQT  | Deceuninck-Quick Step DQT |
| ------------------------- | -------------------------- | ------------------------- |
| Núm                       | Ciclista                   | Pos                       |
| 61                        | Zdeněk Štybar (CZE)        | 8è                        |
| 62                        | Kasper Asgreen (DEN)       | 50è                       |
| 63                        | Tim Declercq (BEL)         | DNF                       |
| 64                        | Philippe Gilbert (BEL)     | 1r                        |
| 65                        | Iljo Keisse (BEL)          | DNF                       |
| 66                        | Yves Lampaert (BEL) (ruta) | 3r                        |
| 67                        | Florian Sénéchal (FRA)     | 6è                        |

| Total Direct Énergie TDE | Total Direct Énergie TDE | Total Direct Énergie TDE |
| ------------------------ | ------------------------ | ------------------------ |
| Núm                      | Ciclista                 | Pos                      |
| 71                       | Adrien Petit (FRA)       | 15è                      |
| 72                       | Romain Cardis (FRA)      | DNF                      |
| 73                       | Damien Gaudin (FRA)      | DNF                      |
| 74                       | Yohann Gène (FRA)        | DNF                      |
| 75                       | Pim Ligthart (NED)       | DNF                      |
| 76                       | Alexandre Pichot (FRA)   | 92è                      |
| 77                       | Anthony Turgis (FRA)     | 18è                      |

| Mitchelton-Scott MTS | Mitchelton-Scott MTS        | Mitchelton-Scott MTS |
| -------------------- | --------------------------- | -------------------- |
| Núm                  | Ciclista                    | Pos                  |
| 81                   | Matteo Trentin (ITA) (ruta) | 43è                  |
| 82                   | Edoardo Affini (ITA)        | 99è                  |
| 83                   | Jack Bauer (NZL)            | DNF                  |
| 85                   | Michael Hepburn (AUS)       | 98è                  |
| 86                   | Luka Mezgec (SLO)           | DNF                  |
| 87                   | Callum Scotson (AUS)        | FC                   |
| 88                   | Robert Stannard (AUS)       | 69è                  |

| Groupama-FDJ GFC | Groupama-FDJ GFC          | Groupama-FDJ GFC |
| ---------------- | ------------------------- | ---------------- |
| Núm              | Ciclista                  | Pos              |
| 91               | Arnaud Démare (FRA)       | 17è              |
| 92               | Jacopo Guarnieri (ITA)    | DNF              |
| 93               | Ignatas Konovalovas (LTU) | 81è              |
| 94               | Stefan Küng (SUI)         | 11è              |
| 95               | Olivier Le Gac (FRA)      | 65è              |
| 96               | Marc Sarreau (FRA)        | 35è              |
| 97               | Ramon Sinkeldam (NED)     | DNF              |

| Lotto-Soudal LTS | Lotto-Soudal LTS        | Lotto-Soudal LTS |
| ---------------- | ----------------------- | ---------------- |
| Núm              | Ciclista                | Pos              |
| 101              | Jens Keukeleire (BEL)   | 29è              |
| 102              | Tiesj Benoot (BEL)      | DNF              |
| 103              | Stan Dewulf (BEL)       | 79è              |
| 104              | Frederik Frison (BEL)   | DNF              |
| 105              | Nikolas Maes (BEL)      | DNF              |
| 106              | Lawrence Naesen (BEL)   | DNF              |
| 107              | Brian van Goethem (NED) | DNF              |

| Team Jumbo-Visma TJV | Team Jumbo-Visma TJV     | Team Jumbo-Visma TJV |
| -------------------- | ------------------------ | -------------------- |
| Núm                  | Ciclista                 | Pos                  |
| 111                  | Wout van Aert (BEL)      | 22è                  |
| 112                  | Pascal Eenkhoorn (NED)   | 63è                  |
| 114                  | Mike Teunissen (NED)     | 7è                   |
| 115                  | Taco van der Hoorn (NED) | DNF                  |
| 116                  | Danny van Poppel (NED)   | DNF                  |
| 117                  | Maarten Wynants (BEL)    | 40è                  |
| 118                  | Timo Roosen (NED)        | 89è                  |

| Team Sky SKY | Team Sky SKY           | Team Sky SKY |
| ------------ | ---------------------- | ------------ |
| Núm          | Ciclista               | Pos          |
| 121          | Luke Rowe (GBR)        | 32è          |
| 122          | Owain Doull (GBR)      | 95è          |
| 123          | Filippo Ganna (ITA)    | DNF          |
| 124          | Christian Knees (GER)  | DNF          |
| 125          | Gianni Moscon (ITA)    | 84è          |
| 126          | Ian Stannard (GBR)     | 82è          |
| 127          | Dylan van Baarle (NED) | 21è          |

| UAE Team Emirates UAD | UAE Team Emirates UAD             | UAE Team Emirates UAD |
| --------------------- | --------------------------------- | --------------------- |
| Núm                   | Ciclista                          | Pos                   |
| 131                   | Alexander Kristoff (NOR)          | 56è                   |
| 132                   | Tom Bohli (SUI)                   | DNF                   |
| 133                   | Sven Erik Bystrøm (NOR)           | DNF                   |
| 134                   | Fernando Gaviria Rendón (COL)     | NP                    |
| 135                   | Vegard Stake Laengen (NOR) (ruta) | DNF                   |
| 136                   | Marco Marcato (ITA)               | DNF                   |
| 137                   | Jasper Philipsen (BEL)            | DNF                   |

| Cofidis, Solutions Crédits COF | Cofidis, Solutions Crédits COF | Cofidis, Solutions Crédits COF |
| ------------------------------ | ------------------------------ | ------------------------------ |
| Núm                            | Ciclista                       | Pos                            |
| 141                            | Christophe Laporte (FRA)       | 33è                            |
| 142                            | Filippo Fortin (ITA)           | 100è                           |
| 143                            | Hugo Hofstetter (FRA)          | 19è                            |
| 144                            | Cyril Lemoine (FRA)            | 54è                            |
| 145                            | Damien Touzé (FRA)             | 48è                            |
| 146                            | Bert Van Lerberghe (BEL)       | DNF                            |
| 147                            | Kenneth Vanbilsen (BEL)        | DNF                            |

| Astana AST | Astana AST                | Astana AST |
| ---------- | ------------------------- | ---------- |
| Núm        | Ciclista                  | Pos        |
| 151        | Magnus Cort Nielsen (DEN) | DNF        |
| 152        | Davide Ballerini (ITA)    | 31è        |
| 153        | Jandos Bijiguitov (KAZ)   | DNF        |
| 154        | Laurens De Vreese (BEL)   | 25è        |
| 155        | Danil Fominikh (KAZ)      | DNF        |
| 156        | Dmitri Grúzdev (KAZ)      | DNF        |
| 157        | Hugo Houle (CAN)          | 78è        |

| Bahrain-Merida TBM | Bahrain-Merida TBM         | Bahrain-Merida TBM |
| ------------------ | -------------------------- | ------------------ |
| Núm                | Ciclista                   | Pos                |
| 161                | Matej Mohorič (SLO) (ruta) | 70è                |
| 162                | Phil Bauhaus (GER)         | DNF                |
| 163                | Iván García Cortina (ESP)  | 41è                |
| 164                | Heinrich Haussler (AUS)    | 14è                |
| 165                | Kristjan Koren (SLO)       | 30è                |
| 166                | Marcel Sieberg (GER)       | DNF                |
| 167                | Jan Tratnik (SLO)          | 87è                |

| Movistar Team MOV | Movistar Team MOV        | Movistar Team MOV |
| ----------------- | ------------------------ | ----------------- |
| Núm               | Ciclista                 | Pos               |
| 171               | Jürgen Roelandts (BEL)   | DNF               |
| 172               | Jorge Arcas (ESP)        | DNF               |
| 173               | Daniele Bennati (ITA)    | DNF               |
| 174               | Jaime Castrillo (ESP)    | DNF               |
| 175               | Imanol Erviti Ollo (ESP) | 73è               |
| 176               | Eduardo Sepúlveda (ARG)  | FC                |
| 177               | Jasha Sütterlin (GER)    | DNF               |

| Wanty-Gobert WGG | Wanty-Gobert WGG           | Wanty-Gobert WGG |
| ---------------- | -------------------------- | ---------------- |
| Núm              | Ciclista                   | Pos              |
| 181              | Frederik Backaert (BEL)    | 26è              |
| 183              | Ludwig De Winter (BEL)     | DNF              |
| 184              | Tom Devriendt (BEL)        | 37è              |
| 185              | Wesley Kreder (NED)        | 38è              |
| 186              | Boris Vallée (BEL)         | 59è              |
| 187              | Pieter Vanspeybrouck (BEL) | DNF              |
| 189              | Timothy Dupont (BEL)       | 52è              |

| Dimension Data TDD | Dimension Data TDD                | Dimension Data TDD |
| ------------------ | --------------------------------- | ------------------ |
| Núm                | Ciclista                          | Pos                |
| 191                | Edvald Boasson Hagen (NOR)        | 45è                |
| 192                | Lars Ytting Bak (DEN)             | 91è                |
| 193                | Bernhard Eisel (AUT)              | 66è                |
| 194                | Reinardt Janse van Rensburg (RSA) | 61è                |
| 195                | Jay Robert Thomson (RSA)          | DNF                |
| 196                | Rasmus Tiller (NOR)               | FC                 |
| 197                | Julien Vermote (BEL)              | 86è                |

| Arkéa-Samsic PCB | Arkéa-Samsic PCB       | Arkéa-Samsic PCB |
| ---------------- | ---------------------- | ---------------- |
| Núm              | Ciclista               | Pos              |
| 201              | André Greipel (GER)    | DNF              |
| 202              | Franck Bonnamour (FRA) | 88è              |
| 203              | Brice Feillu (FRA)     | DNF              |
| 204              | Benoît Jarrier (FRA)   | 83è              |
| 205              | Clément Russo (FRA)    | 46è              |
| 206              | Alan Riou (FRA)        | FC               |
| 207              | Bram Welten (NED)      | DNF              |

| Team Sunweb SUN | Team Sunweb SUN              | Team Sunweb SUN |
| --------------- | ---------------------------- | --------------- |
| Núm             | Ciclista                     | Pos             |
| 211             | Nikias Arndt (GER)           | 44è             |
| 212             | Cees Bol (NED)               | 62è             |
| 213             | Roy Curvers (NED)            | 75è             |
| 214             | Lennard Kämna (GER)          | DNF             |
| 215             | Asbjørn Kragh Andersen (DEN) | DNF             |
| 216             | Casper Pedersen (DEN)        | DNF             |
| 217             | Max Walscheid (GER)          | FC              |

| Vital Concept-B&B Hotels VCB | Vital Concept-B&B Hotels VCB | Vital Concept-B&B Hotels VCB |
| ---------------------------- | ---------------------------- | ---------------------------- |
| Núm                          | Ciclista                     | Pos                          |
| 221                          | Bert De Backer (BEL)         | 20è                          |
| 222                          | Kris Boeckmans (BEL)         | 97è                          |
| 223                          | Corentin Ermenault (FRA)     | 90è                          |
| 224                          | Jérémy Lecroq (FRA)          | 72è                          |
| 225                          | Julien Morice (FRA)          | DNF                          |
| 226                          | Jimmy Turgis (FRA)           | 67è                          |
| 227                          | Jonas Van Genechten (BEL)    | FC                           |

| Roompot-Charles ROC | Roompot-Charles ROC       | Roompot-Charles ROC |
| ------------------- | ------------------------- | ------------------- |
| Núm                 | Ciclista                  | Pos                 |
| 231                 | Lars Boom (NED)           | 74è                 |
| 232                 | Jesper Asselman (NED)     | FC                  |
| 233                 | Senne Leysen (BEL)        | DNF                 |
| 235                 | Justin Timmermans (NED)   | DNF                 |
| 236                 | Sjoerd van Ginneken (NED) | DNF                 |
| 237                 | Boy van Poppel (NED)      | 93è                 |
| 238                 | Michael Van Staeyen (BEL) | DNF                 |

| Delko Marseille Provence DMP | Delko Marseille Provence DMP   | Delko Marseille Provence DMP |
| ---------------------------- | ------------------------------ | ---------------------------- |
| Núm                          | Ciclista                       | Pos                          |
| 241                          | Evaldas Šiškevičius (LTU)      | 9è                           |
| 242                          | Joseph Areruya (RWA)           | FC                           |
| 243                          | Iuri Filosi (ITA)              | DNF                          |
| 244                          | Brenton Jones (AUS)            | DNF                          |
| 245                          | Przemysław Kasperkiewicz (POL) | FC                           |
| 246                          | Jérémy Leveau (FRA)            | DNF                          |
| 247                          | Julien Trarieux (FRA)          | 71è                          |